# أحمد الحليمي العلمي
أحمد الحليمي العلمي (مواليد 15 مارس 1939) خبير اقتصادي وسياسي مغربي، شغل مناصب عديدة آخرها المندوب السامي للتخطيط في المغرب من 2003 إلى 2024.

## مسيرته
ما بين سنتي 1958 و1963، درس في فاس والرباط. ثم حصل على شهادة الدراسات العليا في الجغرافيا الاقتصادية، ثم درس لفترة وجيزة في جامعة الرباط عام 1966.
من عام 1968 إلى عام 1971، كان مدير الدراسات الفنية والاقتصادية، ثم نائب مدير الصندوق الوطني للائتمان الزراعي (CNCA)، قبل تعيينه أمينًا عامًّا في وزارة السياحة (1971) ووزير التخطيط والتنمية الإقليمية (1973).
من عام 1998 إلى عام 2002، شغل السيد أحمد الحليمي العلمي مناصب الوزير المكلف بالشؤون العامة للحكومة والاقتصاد الاجتماعي والمؤسسات الصغيرة والمتوسطة والحرف اليدوية في أول حكومة مناوبة برئاسة عبد الرحمن اليوسفي، السكرتير الأول للاتحاد الاشتراكي للقوات الشعبية.
كان السيد أحمد الحليمي العلمي مدير مكتب السيد عبد الرحيم بوعبيد، السكرتير الأول للاتحاد الاشتراكي للقوات الشعبية، ثم وزير الدولة في الحكومة المغربية عام 1983، ووبعد وفاة الأخير، ترأس من 1996 إلى 1998 مؤسسة عبد الرحيم بوعبيد للعلوم والثقافة.
ألّف العديد من الدراسات والمقالات المتنوعة ذات الطابع الاجتماعي الاقتصادي في مجلة Revue de Géographie في المغرب، وفي النشرة الاقتصادية والاجتماعية، وفي المجلة الفرنسية "Les Temps Modernes" وفي الموسوعة الكبرى للمغرب، الذي أخرج كتابه "Agriculture et Pêche".

## روابط خارجية
- تدخل أحمد الحليمي العلمي في ندوة «الإحصاء العام والانتقال الديمغرافي: التداعيات الاجتماعية والاقتصادية»
- مقابلة مع أحمد الحليمي العلمي في برنامج لقاء اليوم على قناة الجزيرة في 21 ربيع الثاني 1420